# Polysyncraton otuetue
Polysyncraton otuetue is een zakpijpensoort uit de familie van de Didemnidae. De wetenschappelijke naam van de soort werd voor het eerst geldig gepubliceerd in 1987 door het echtpaar Claude en Françoise Monniot.